# That Hamilton Woman!
That Hamilton Woman! (bra: Lady Hamilton, a Divina Dama; prt: A Batalha de Trafalgar) é um filme britânico de 1941, do gênero drama, dirigido por Alexander Korda e estrelado por Vivien Leigh e Laurence Olivier.

## Produção

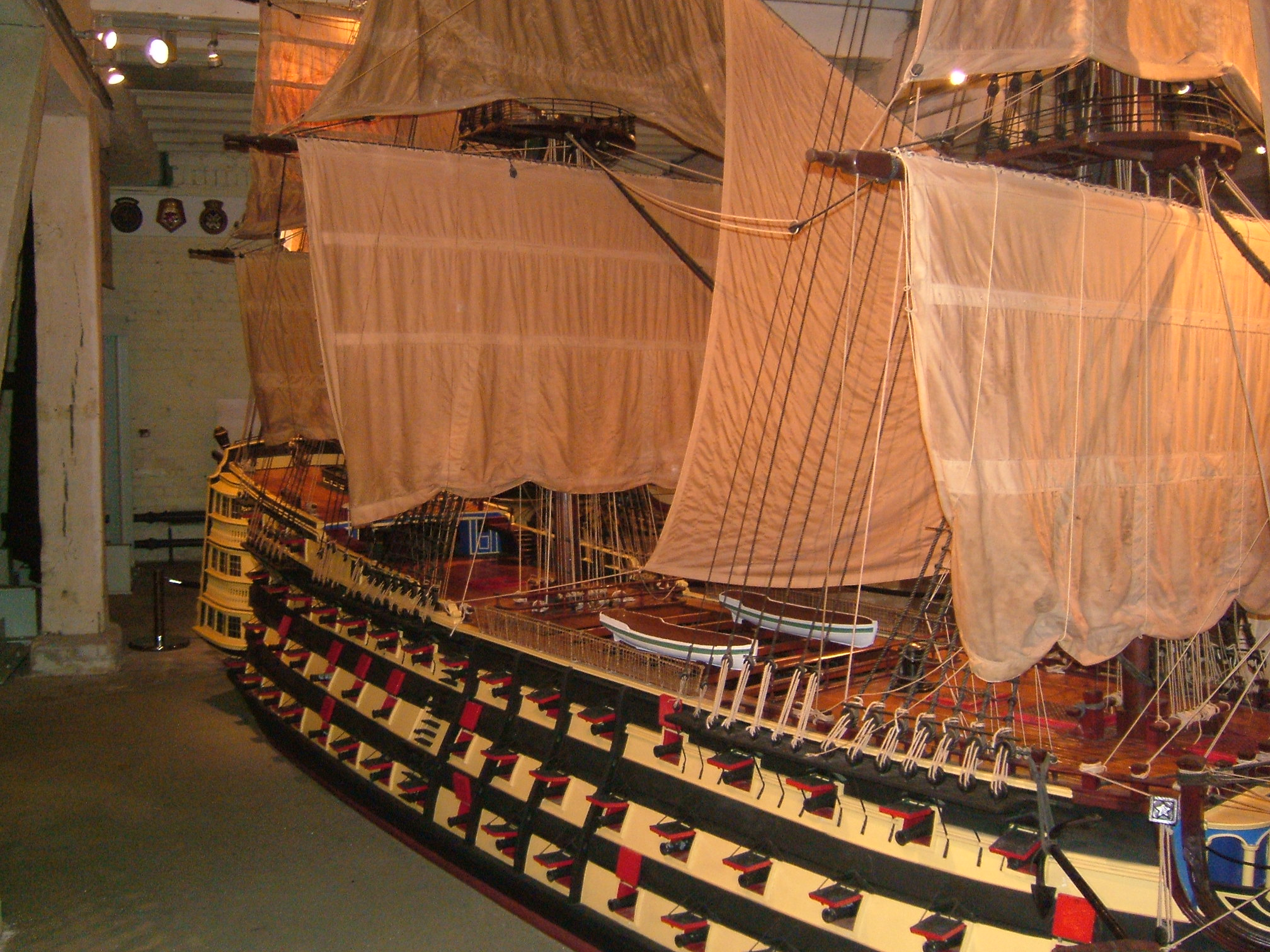
Réplica do navio HMS Victory, comandado pelo Almirante Nelson na Batalha de Trafalgar, feita especialmente para o filme.

De fundo biográfico, That Hamilton Woman! trata do romance proibido entre o Almirante Nelson e a Lady Emma Hamilton, esposa do embaixador britânico em Nápoles. Entretanto, o filme também traça um paralelo entre a luta bem sucedida de Nelson para derrotar Napoleão e a situação de guerra vivida pela Europa à época das filmagens.
Apesar de inglesa, a produção foi rodada nos Estados Unidos, que ainda não havia entrado no conflito. Produzir filmes sobre a Grã-Bretanha: esta foi a maneira mais fácil encontrada por Hollywood para não ofender os isolacionistas e, ao mesmo tempo, mostrar para onde pendiam suas simpatias.
Esta denúncia contra a ditadura e este chamamento às armas para enfrentar o invasor tirano fizeram deste o filme preferido de Winston Churchill.
Vivien Leigh, "radiante e vivaz", e Laurence Olivier, "frio e taciturno", estavam casados desde o ano anterior e havia uma grande química entre os dois. Segundo Ken Wlaschin, este é um dos dez melhores filmes da atriz. Craig Butler chega a dizer que é a melhor interpretação de sua carreira.
Grande sucesso, apesar do orçamento apertado, o filme foi considerado uma obra-prima quando de seu lançamento; entretanto, segundo Rubens Ewald Filho, a passagem do tempo evidenciou seu excessivo academicismo, o que teria feito com que ele envelhecesse mal.

## Sinopse
Em 1786, Emma Hart casa-se com Sir William Hamilton, embaixador em Nápoles. Sete anos depois, ela conhece o Almirante Horatio Nelson, que viera obter a anuência do rei da[cidade para a guerra contra Napoleão Bonaparte. Os dois se apaixonam e, ao retornar para a Inglaterra, passam a morar juntos. Todavia, Lady Frances Nelson, a esposa do almirante, recusa o divórcio. Quando a derrota para a França se torna uma possibilidade, Emma convence Nelson a reassumir o comando das forças britânicas. Ele alcança memorável vitória em Trafalgar, mas é mortalmente ferido. Após seu falecimento, Emma cai em depressão e desespero.

## Premiações
| Patrocinador                                  | Prêmio | Categoria | Situação |
| --------------------------------------------- | ------ | --- | --- |
| Academia de Artes e Ciências Cinematográficas | Oscar  | Melhor Direção de Arte (preto e branco) Melhor Fotografia (preto e branco) Melhor Mixagem de Som Melhores Efeitos Especiais | Indicado[carece de fontes?] Indicado[carece de fontes?] Vencedor[carece de fontes?] Indicado[carece de fontes?] |

## Elenco
| Ator/Atriz       | Personagem               |
| ---------------- | ------------------------ |
| Vivien Leigh     | Lady Emma Hamilton       |
| Laurence Olivier | Almirante Horatio Nelson |
| Alan Mowbray     | Sir William Hamilton     |
| Sara Allgood     | Senhora Cadogan-Lyon     |
| Gladys Cooper    | Lady Frances Nelson      |
| Henry Wilcoxon   | Capitão Hardy            |
| Heather Angel    | Uma jovem das ruas       |
| Halliwell Hobbes | Reverendo Nelson         |
| Gilbert Emery    | Lord Spencer             |
| Miles Mander     | Lord Keith               |
| Ronald Sinclair  | Josiah                   |
| Luis Alberni     | Rei de Nápoles           |
| Norma Drury      | Rainha de Nápoles        |
| Olaf Hytten      | Gavin                    |
| Juliette Compton | Lady Spencer             |